# Parc Nacional de Femundsmarka
El Parc Nacional de Femundsmarka és un parc nacional de Noruega situat en una zona de muntanya característica en Hedmark i Sør-Trøndelag, entre el llac Femunden i la frontera amb Suècia. El parc nacional fou creat el 1971 per "preservar una àrea de bosc i la muntanya salvatge, contigua i substancialment intacta, conservant els paisatges, incloent les roques, serralades, llacs, i per preservar la biodiversitat natural amb una flora i fauna característiques. El parc té una superfície de 597 km² .
El parc nacional se situa als municipis d'Engerdal (Hedmark) i Røros (Sør-Trøndelag). La reserva natural de Grøvelsjøen està ubicada dins del parc. El parc té una frontera comuna amb les dues àrees protegides sueques de Långfjället i Rogen, les dues reserves naturals. Parc Nacional Gutulia (de menys dimensions) és aproximadament a 5 km al sud del parc.

## Geografia
Una de les raons per a la protecció del parc és el seu origen. Es tracta de formacions geològiques quaternàries que són evidents a partir de l'última edat de gel. El paisatge es compon de palets, llacs i sistemes d'aigua. L'aigua i els rius constitueixen més del 10% de la superfície d'àrees protegides. El terreny és principalment muntanyós i el paisatge i les línies són llargues i suaus. També podem trobar-hi cims que traspassen els 1000 metres com ara el Storvigelen (1.561 m), l'Elgåhogna (1.460 m), el Botiga Svuku (1.415 m), i el Grøthogna (1.401 m).

## Flora i fauna

### Flora
La flora, a causa del clima interior fred i sec condueix a una vegetació pobra i escassa en la major part del Femundsmarka. A les zones forestals podem trobar-hi la vegetació típica de la taigà; com ara el pi roig,el bedoll i l'avet, entre d'altres. També hi ha gran àrees del parc cobertes d'herba (prades). Als aiguamolls hi ha l'herba típica de pantà. A la primavera també podem trobar-hi tot de flors de diferents colors i espècies.

### Fauna
La fauna del parc és relativament rica, gràcies als extensos boscos, llacs i prades. Podem trobar-hi en grans quantitats l'ant, el cérvol, l'os bru, i en menys exemplars, el llop, la guineu i el senglar (més grossos que els que podem trobar als Països Catalans).

## Gestió i ús de la zona
Femundsmarka ofereix una varietat de rutes de senderisme marcades, amb allotjament en dues cases de camp, Muggsjølia i Røvollen, situades dins de l'àrea del Parc Nacional. A més d'aquests, hi ha diverses cases rurals a tot el parc nacional. Els nombrosos llacs i rius són utilitzats per al piragüisme. També s'hi practica la pesca i la caça.